# Charlotta Cederlöf
Anna Charlotta Henrietta Cederlöf, född 9 juli 1965 i Falun, död 14 mars 2015 i Staffans församling i Gävle, var en svensk författare och journalist. 

## Biografi
Cederlöf växte upp i Gävle. Hon skrev såväl vuxen- som ungdomslitteratur och debuterade 1994 med diktsamlingen Tusen och två minuter. Denna följdes av romanerna Och likväl rör hon sig (1995) och Hello Love (1999). År 2000 tilldelades hon Norrländska författarsällskapets stipendium på 10 000 kronor. År 2002 utkom ungdomsromanen Sverige-Finland. En kärlekshistoria.
Hon arbetade under många år på Sveriges Radio Gävleborg där hon bland annat sände morgonprogrammet och var programledare för de lokala Vi i femman-tävlingarna. Hon var sommarpratare 1998.
År 2011 hade hon dessutom en utställning på länsmuseet i Gävle där hon ställde ut egna broderier.
År 2014 tillägnades hon låten Let's Die Young med synthpop-bandet Eurotix. Texten handlar om hur Cederlöf var när hon och bandmedlemmen Larry Forsberg först träffades i skolan.
Den 19 mars 2015 publicerades ett minnesord i Arbetarbladet, skrivet av författaren och radiokollegan Marie Björk.
Charlotta Cederlöf är gravsatt i minneslunden på Bomhus kyrkogård.

## Priser och utmärkelser
- 2000 – Rörlingstipendiet